# Українська школа порятунку
Українська Школа Порятунку — навчально-тренінгова організація створена в Києві навесні 2022 року. Метою організації є надання навчання та тренінгів у домедичній допомозі, цивільній обороні та тактичній медицині. Засновник Української Школи Порятунку — Валерій Лозинський.

## Історія
Історія створення організації бере свій початок навесні 2022 року. Спочатку було створено організацію "Ю-Хелп" з метою гуманітарної допомоги та надання інформаційно-освітніх послуг для громадян. Ю-Хелп здійснювала лише організацію тренінгів, і це було межею діяльності в цьому напрямку. З метою чіткого розмежування гуманітарної діяльності та проведення тренінгів, було створено Українську Школу Порятунку.
На початку 2023 року організація підписала договір про співпрацю із Комітетом з Тактичної екстреної медичної допомоги (С-TECC, США).
Також у школі проводять тренінги з Тактичної медицини за рекомендаціями TCCC-ASM (Tactical Combat Casualty Care - All Service Members) та TCCC-CLS (Tactical Combat Casualty Care - Combat-Lifesaver) - практичний-теоретичний тренінг з надання домедичної допомоги в бойових умовах. Тренінг побудований за рекомендаціями (протоколом) ТССС та доповнений нашими реаліями.
Літом 2023 року організація "Українська Школа Порятунку" внесена до переліку «Провайдери БПР» (Безперервний професійний розвиток) МОЗ України за номером 1386.
10 листопада 2024 року, представники Української Школи Порятунку долучилися, разом з іншими організаціями до встановлення рекорду України з найбільшого практичного тренінгу з домедичної допомоги, а саме отримання навички серцево-легеневої реанімації (СЛР) та зупинки кровотеч. 

## Тренінги та курси
В Українській Школі Порятунку можна пройти наступні тренінги та курси з домедичної допомоги та тактичної медицини:
- Базова підтримка життя (BLS);
- Базова домедична допомога дітям (BPFA);
- Базова домедична допомога при травмі (UPTC);
- Базова домедична допомога при  ДТП;
- Запинка кровотеч (STOP THE BLEED);
- Тактична медицина за рекомендаціями TCCC-ASM;
- Тактична медицина за рекомендаціями TCCC-CLS;
- Тактична медицина за рекомендаціями TECC.

Більшість освітніх заходів проходить в Києві, проте починаючи з 2023 року тренінги почалися системно проводитися в Одесі , та вже з 2024 року додалися наступні міста: Харків, Дніпро, Львів, Хмельницький, Полтава, Запоріжжя, Тернопіль, Житомир, Рівне, Вінниця, Черкаси.